# Microsoft Arcade

Microsoft Arcade est une série de compilations de jeux vidéo d'arcade éditée par Microsoft.

## Microsoft Arcade
Microsoft Arcade est sorti en 1993 et intègre :
- Tempest
- Battlezone
- Asteroids
- Centipede
- Missile Command

Le jeu a obtenu la note de 87 % dans PC Zone.

## Microsoft Return of Arcade
Microsoft Return of Arcade est sorti en 1996 et intègre :
- Pac-Man
- Dig Dug
- Galaxian
- Pole Position

Le jeu a obtenu la note de 70 % dans PC Team

## Microsoft Revenge of Arcade
Microsoft Revenge of Arcade est sorti en 1998 et intègre :
- Ms. Pac-Man
- Mappy
- Rally-X
- Xevious
- Motos